# 洛皮塔勒
洛皮塔勒（法語：L'Hôpital，法語發音：[lopital]）是法国摩泽尔省的一个市镇，属于福尔巴克-布莱摩泽尔区。

## 地理
洛皮塔勒（49°9'29"N, 6°43'56"E）面积3.99 平方千米，位于法国大東部大區摩泽尔省，该省份为法国东北部内陆省份，是洛林的一部分，西南接默尔特-摩泽尔省，东临下莱茵省，北与卢森堡和德国接壤。
与洛皮塔勒接壤的市镇（或旧市镇、城区）包括：卡兰、聖阿沃爾德。
洛皮塔勒的时区为UTC+01:00、UTC+02:00（夏令时）。

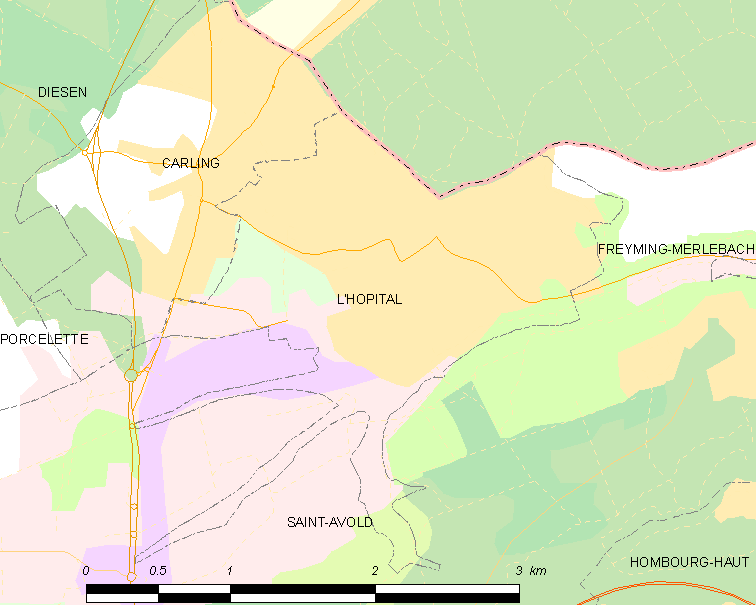
洛皮塔勒的OSM定位图

## 行政
洛皮塔勒的邮政编码为57490，INSEE市镇编码为57336。

## 政治
洛皮塔勒所属的省级选区为圣阿沃尔德县。

## 人口

1962-2008年间洛皮塔勒人口变化图示

洛皮塔勒于2022年1月1日时的人口数量为5179人。

## 友好城市
- 法國 吕西尼昂